# Крикад
Крикад (фр. Cruscades) насеље је и општина у јужној Француској у региону Лангдок-Русијон, у департману Од која припада префектури Нарбон.
По подацима из 2011. године у општини је живело 622 становника, а густина насељености је износила 64,46 становника/km². Општина се простире на површини од 9,65 km². Налази се на средњој надморској висини од 38 метара (максималној 50 m, а минималној 26 m).

## Демографија
| 1962. | 1968. | 1975. | 1982. | 1990. | 1999. | 2011. |
| ----- | ----- | ----- | ----- | ----- | ----- | ----- |
| 349   | 374   | 341   | 290   | 289   | 324   | 622   |

График промене броја становника у току последњих година